# Королевское высочество
Его (Её, Их) Короле́вское Высо́чество (англ. Royal Highness; сокращённо Е. К. В.) — форма обращения к членам королевских семей, имеющих титул принца или принцессы, и в некоторых случаях к их супругам, попавшим в королевскую семью в результате брака с принцем или принцессой. Титулование располагается перед личными именами и титулами.

## В Великобритании
В британской монархии титул королевского высочества обычно сочетается с титулом принца или принцессы. Он особенно важен, когда принц или принцесса носят другой титул (герцога или герцогини), которым их обычно называют. Например, Его Королевское Высочество Артур, герцог Коннаутский был принцем и членом королевской семьи, тогда как Его Милость герцог Девоншир является герцогом, не принадлежащим к королевской семье, и поэтому не имеет права на предикат королевское высочество.
В Соединённом королевстве в патентном письме, обнародованном 28 августа 1996, оговаривается, что наименование, присваиваемое супругу члена королевской семьи во время брака, должно перестать использоваться после развода. Поэтому Диана Спенсер после своего развода с Чарльзом, принцем Уэльским, потеряла право на титулование королевское высочество.
В официальных документах лица, пользующиеся обращением королевского высочества, именуются не по фамилии, а по титулу или названию своей страны: Его Королевское Высочество принц Уильям, герцог Кембриджский.
Что касается современной британской королевской семьи, то патронимом, используемым кроме титулов, для потомков Георга V, является Виндзор, хотя потомки Елизаветы II используют патроним Маунтбеттен-Виндзор, что противоречит патентным письмам февраля 1960.
6 февраля 1840 королева Виктория пожаловала титул Королевского высочества принцу Альберту, за которого она вышла замуж четырьмя днями позже (до этого он именовался как Его Светлость принц Альберт Саксен-Кобургский и Готский, герцог Саксонии).

## В Люксембурге
Правящий Великий герцог Люксембурга и все члены его семьи используют титулование королевских высочеств с 1919 года, когда Великая герцогиня Шарлотта вышла замуж за принца Феличе Бурбон-Пармского. До этого титул королевских высочеств исторически носили лишь правящий Великий герцог и его наследник, в то время как младшие члены великогерцогской семьи довольствовались титулом Великогерцогских высочеств.